# يوهان ويكارد فون فالفاسور
يوهان ويكارد فون فالفاسور (بالألمانية: Johann Weichard von Valvasor) أو اختصارًا فالفاسور هو مؤرخ طبيعي من كارنيولا (حاليًا سلوفينيا)، وهو زميل الجمعية الملكية في لندن.
عرفَ على أنهُ رائد دراسة ظاهرة الكارست، وجبنًا إلى جنب مع كتاباته الأخرى فإنه حتى أواخر القرن التاسع عشر كانت موسوعته مجد دوقية كارنيولا من أشهر أعماله، حيثُ نشرت في 15 كتاب في 4 مُجلدات، ويُعتبر المصدر الرئيسي لتاريخ سلوفينيا القديم، مما جعلهُ أحد أهم السلائف للتاريخ السلوفيني الحديث.
عُمِدَ في 28 مايو 1641 في ليوبليانا، وتوفي إما في شهر سبتمبر أو أكتوبر عام 1693 في كرشكو.